# Leonardo Basile
Leonardo Basile (Napoli, 12 maggio 1983) è un taekwondoka italiano.

## Palmarès

### Mondiali di taekwondo
- Bronzo a Campionati mondiali di taekwondo 2005 Madrid
- Oro Campionati Mondiali Juniores di Taekwondo 2000 (Irlanda)

### Europei di taekwondo
- Bronzo a Campionati europei di taekwondo 2006
- Bronzo a Campionati europei di taekwondo 2008
- Oro a Campionati europei di taekwondo 2012
- Bronzo a Campionati Europei di Taekwondo 2014

Olimpiadi
Partecipazione a Pechino 2008